# ジェームズ・マッカラー
ジェームズ・マッカラー（英: James MacCullagh、1809年 - 1847年10月24日）は北アイルランド出身の数学者で、功績にマッカラーの公式などがある。